# Catherine de Brassac
Catherine de Saint-Maure (1587-1648), comtesse de Brassac, est la première dame d'honneur de la reine Anne d'Autriche de 1638 à 1643.

## Biographie
Fille de François de Sainte-Maure, baron de Montausier, et de Louise Gillier, elle épouse en 1602 Jean de Galard de Béarn, comte de Brassac.
En 1638, le roi et le cardinal de Richelieu réorganisent la maison de la reine et remplacent tous ceux considérés comme déloyaux par leurs propres fidèles. Par conséquent, le comte et la comtesse de Brassac sont nommés respectivement surintendant de la maison de la reine et première dame d'honneur.
Quand la reine Anne devient régente en 1643, elle est remplacée par Marie-Claire de Bauffremont.

## Sources
- Ruth Kleinman, Anne of Austria. Queen of France  (ISBN 0-8142-0429-5), Ohio State University Press, 1985.